# Lukaya (Uganda)
Lukaya é uma cidade do distrito de Kalungu da Região Central de Uganda, às margens do Lago Vitória. Fica a aproximadamente 28 quilômetros ao sul do equador, no nordeste de Masaka e 103 quilômetros a sudeste de Kampala.

## Localização
A distância entre Lukaya e a cidade de Masaka, também da Região Central, é de aproximadamente 38,58 quilômetros, sendo a velocidade, por estrada, estimada em 60 quilômetros por hora. A cidade de Kampala se distancia de Lukaya em aproximadamente 101,83 quilômetros, sendo a velocidade, por estrada, estimada em 63 quilômetros por hora. As coordenadas de Lukaya são 0°09'03.0"S, 31°52'28.0"L (Latitude:-0.150833; Longitude:31.874444). Lukaya fica a uma altitude média de 1 140 metros (3 740 pé), acima do nível do mar.

## Visão geral
Assim como outras cidades de Uganda, esta também foi construída principalmente por comerciantes da Índia, que comercializavam café, milho e outros produtos. Os africanos construíram lojas e bares na cidade para atender aos trabalhadores exaustos. Os caminhoneiros de longa distância, destinados à região oeste do Uganda e aos países vizinhos, muitas vezes paravam para comer e descansar. Em dezembro de 2017, a cidade havia se tornado um movimentado centro urbano. A prostituição na Câmara Municipal de Lukaya representa um risco à saúde e é um fator na alta prevalência de HIV/AIDS na cidade e nos bairros vizinhos. Em 2013, a taxa de prevalência do HIV na cidade foi documentada em 27%, em comparação com a média nacional de 7,3% na época.

## População
O censo populacional de 1991 estimou a população da cidade em 6.368 habitantes. Em 2002, a população foi estimada pelo censo em 14.147 habitantes. Em 2014, a população foi estimada pelo censo em 24.163 habitantes. Em 2019, o censo nacional da população estimou a população em 25.400 habitantes.

## Pontos de interesse
Os seguintes pontos de interesse adicionais estão dentro dos limites da cidade ou perto de suas fronteiras:
- Escritórios da Câmara Municipal de Lukaya[2]
- Mercado Central de Lukaya[2]
- Centro de Saúde de Lukaya[2]
- Escola Primária Comunitária de Bajja[2]
- Escola Secundária King David.[2]